# Ой, у 1791 році
«Ой, у 1791 році» — українська народна пісня, присвячена переселенню частини запорозьких козаків (що в той час входили до Чорноморського козацького війська) на територію Кубані. Пісня за жанровою класифікацією відноситься до історичних пісень та історичних дум є сумною і виконується в тужливому контексті. 
В 1791 році російська імператриця Катерина II підписала указ про переселення запорізьких козаків що в той час перебували на службі на Кубань. Козаки попри небажання покидати Україну, були змушені пересилитися на чужу для себе територію. В пісні оспівуються події та обставин переселення, а також настрої його учасників. Ця пісня виконується хорами й окремими співаками в Україні та в Кубані. Дана пісня стала яскравим символом туги за рідною землею, особливо у випадках вимушеного виїзду. Має варіанти виконання. 

## Варіанти виконання пісні
| Ой, у тисяча сімьсот Та й дев'яносто першім році Прийшов указ від цариці — Йти на Кубань-ріку. (2 рази) Прощай наше Подніпров'я, Славна Україна, Не з охотой покидаєм, А що скажеш – не питаєм. (2 рази)* Ой, судили-рядили, З ким прощались-сперечались, Гей, на мир дуба посадили. (2 рази) А що скаже пан Чепига, Та й ще Головатий, Гей, третий край нам оживати. (2 рази) А, як будем проживати, Бусурмана воювати, Гей, таку славу здобувати. (2 рази) Прощавайтеся із нами, Таврія море та лимани Гей, одесанський кочубей. (2 рази)** В море ми горой ходили, Славу здобували, Гей, військо чорноморськоє кріпили. (2 рази)*** А у нашім краї брати не рубає, А чи живі, чи здорові, Через море питаєм?.. (2 рази) Ой, у тисяча сімьсот Та й дев'яносто першім році Прийшов указ від цариці — Йти на Кубань-ріку. (2 рази) | Ой, у тисячу сімсот дивяносто первому році Ой прийшов указ від тої цариці, З Петрограда города, З Петрограда города... Що пан Чапіга, ще й пан Головатий Зібрав своє військо, військо Запорізьке, Та й подвинув на Кубаню, Та й подвинув на Кубаню... Ой, Бувайте здорові, ой Дніпречко наший, Бувайте здорові, ви, куріні наші. Тут вам без нас розвалиця, Тут вам біз нас розвалица…**** Вража мати — Катерина, всіх нас обдурила, Степ широкий, край веселий, Тай занапастила. Землю нашу роздарила…***** А ми будем жити, жити-воювати, Розпроклятих басурманів по горам-скалам ганять, По горам-скалам гоняти, По горам-скалам ганяти… |

Примітки: 
* Переселення відбувалося насильно, козаки не хотіли на завжди покидати рідну землю. Тих хто відмовлявся їхати на Кубань силоміць переводили в безправний стан кріпаків або на каторгу до Сибіру. 
** Йдеться про Одесу. «Кочубей» — це назва турецько-татарського поселення на основі якого виникла Одеса. Водночас місцевість на якій була заснована Одеса, в турків і татар називалася Єдісан (тур. Yedisan). За однією із версій назва Одеса пішла від назви Єдісан. 
*** «Чорноморське козацьке військо» офіційна назва війська запорізьких козаків на території Російської імперії. В 1860 році воно отримало нову назву Кубанське козацьке військо.
**** Можливо, саркастична пародія на російську мову.
***** В цьому абзаці показується ставлення запорізьких козаків до Катерини II як до запеклого ворога запорізького козацтва, яка край занапастила і землі роздарила. Під роздаруванням земель йдеться про дарування Запорозьких земель: російським дворянам та болгарським, сербським, грецьким та німецьким колоністам. Крім того, саме Катерина II зруйнувала Запорізьку Січ і скасувала автономію України (Гетьманщини) в складі Російської імперії. По волі Катерини більшість запорозьких козаків були закріпачені, а тих що залишалися на службі (як ми казали вище) було насильно переселено на Кубань. Катерина II не була прихильною до козаків і на новому місті «служби» в 1796 році частину запорозьких козаків було відправлено у військовий похід на Персію «на вірну смерть». Козаки під час цього походу залишилися без провізії, що викликало голод і епідемії хвороб в результаті козаки втратили померлими близько половини свого складу. Невідомо чим би закінчився для козаків цей похід якби не несподівана смерть Катерини II та прихід до влади Павла I який досить добре ставився до козаків.